# IS-MPモデル
IS-MPモデルとは、マクロ経済における実質金利と産出量の短期変動を分析する基本ツールである。財市場の均衡を表わすIS曲線と、金融政策ルールを表わすMP曲線から構成される。
IS-MPモデルは、伝統的なIS-LMモデルを修正したものであり、貨幣市場の均衡を表わすLM曲線をIS-LMモデルから取り去って、その代わりにMP曲線を用いる。
IS-MPモデルにインフレの分析を加えたものをIS-MP-IAモデルという。これを提唱者の名にちなんでテイラー・ローマー・モデルともいう。これは経済学研究の最先端から大学の学部教育まで統一して利用できるモデルを構築するという観点から提唱されている。本項目ではIS-MP-IAモデルについても説明する。

## 基本形

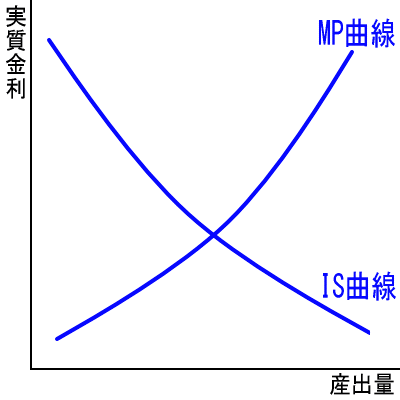
IS-MP図。IS曲線は財市場の均衡を表わす右下がりの曲線であり、MP曲線は金融政策ルールを表わす右上がりの曲線である。両曲線の交点で実質金利と産出量が決まる。

IS-MPモデルは、縦軸に実質金利をとり横軸に産出量をとった図に描かれる2つの曲線から構成される。
第1の曲線はIS曲線である。IS曲線は、財市場における実質金利と産出量の関係を表わす。実質金利があがると計画投資が減り財需要が減って産出量が減る。逆に実質金利が下がると計画投資が増え財需要が増えて産出量が増える。このように、実質金利と産出量の間には負の関係がある。この負の関係がIS曲線である。図では右下がりの曲線であらわされる。
IS曲線だけでは実質金利や産出量は決まらない。経済はIS曲線上の何処かにあるが、何処にあるかは分からない。経済がIS曲線上の何処かに決まるためには第2の曲線が必要である。
その第2の曲線がMP曲線である。MP曲線は中央銀行が行う金融政策から導かれる。中央銀行は産出量の落ち込みを避けたいと考えている。したがって、産出量が減ると中央銀行は実質金利を下げて財需要を刺激し、産出量を増やそうとする。一方で、産出量が増えすぎて自然水準を超えるとインフレが加速する。中央銀行はインフレを嫌うので実質金利を上げ産出量を抑えようとする。まとめると、中央銀行は、産出量が増えると実質金利を上げ、産出量が減ると実質金利を下げる。すなわち、産出量と実質金利の間に正の関係が生じる。この正の関係がMP曲線である。図では右上がりの曲線であらわされる。
IS曲線とMP曲線の交点で実質金利と産出量が決まる。
経済の様々な変化をIS-MPモデルで分析した例は次のとおりである。

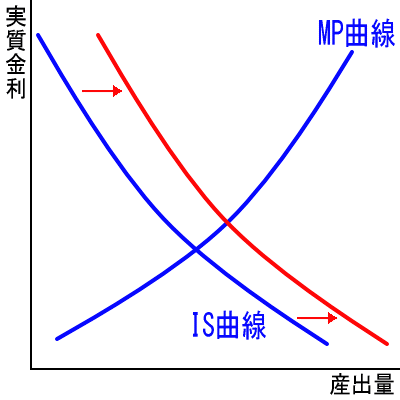
政府が支出が増大させるとIS曲線が右にシフトし交点が右上に動く。

- 政府が支出を拡大する場合は、IS曲線が右にシフトし、交点がMP曲線に沿って右上に動く。産出量が増えるが、実質金利が高くなり投資がクラウディングアウトされ産出量の増加が一部減殺される[7]。
- 中央銀行が金融政策ルールを引き締める場合は、MP曲線が上にシフトし、交点がIS曲線に沿って左上にシフトする。実質金利が高くなり投資が削られ産出量が減る[8]。
- 消費者心理が悪化する場合は、IS曲線が左にシフトし、交点がMP曲線に沿って左下に移動する。産出量が減り、実質金利が低くなる[9]。

## 開放経済
ここまでは貿易のない閉鎖経済を考えた。しかし現実の経済は、国際取引のある開放経済である。IS-MPモデルは開放経済に容易に拡張することができる。開放経済においてもIS曲線とMP曲線の交点で実質金利と産出量が決まる。IS曲線やMP曲線の形状は変動相場制か固定相場制かによって異なってくる。

### 変動相場制
変動相場制の開放経済では、閉鎖経済のときよりもIS曲線の傾きが緩やかになる。そのわけは、実質金利が低下すると自国通貨が安くなり純輸出が増え、産出量がさらに増えるためである。
変動相場制における経済の様々な変化をIS-MPモデルで分析した例は次のとおりである。
- 政府が支出を拡大する場合は、閉鎖経済のときと同様に、IS曲線が右にシフトして産出量が増えるが、実質金利が高くなり産出量の増加が一部減殺される。変動相場制の開放経済ではこれにくわえて、自国通貨が高くなって純輸出がクラウドアウトされ産出量の増加がさらに減殺される[12]。
- 中央銀行が金融政策ルールを引き締める場合は、閉鎖経済のときと同様に、MP曲線が上にシフトし、実質金利が高くなり産出量が減る。変動相場制の開放経済ではこれにくわえて、自国通貨が高くなって純輸出が減り産出量がさらに減る[13]。
- 政府が特定の財の輸入を制限する保護貿易を行う場合を考える。保護貿易は、純輸出を増やし産出量を増やす目的で行われるが、変動相場制のもとでは、驚くべきことにこの目的は達成されない。すなわち、保護貿易は自国通貨を高くするだけで、実質金利や産出量に影響しない。そのわけは、実質金利や産出量はIS曲線とMP曲線の交点で決まるが、保護貿易はIS曲線にもMP曲線にも影響しないためである[14]。

### 固定相場制
固定相場制では、外貨準備の有無がMP曲線の形状に影響する。中央銀行が実質金利を下げると資本が外国に流出し自国通貨が減価する圧力が加わるが、固定相場を維持するためには為替介入によって外貨準備を売って自国通貨を買う必要がある。実質金利を下げすぎて外貨準備が足りなくなると固定相場を維持できなくなる。外貨準備が足りなくなる点で実質金利に下限が生じる。その下限のところでMP曲線が平坦になる。このように、実質金利に下限が生じるが、上限は生じない。そのわけは、自国通貨はいくらでも発行できるため、自国通貨を売って外貨を買う為替介入には制限がなく、中央銀行が実質金利をどれだけ上げても為替介入で固定相場を維持できるからである。
固定相場制における経済の様々な変化をIS-MPモデルで分析した例は次のとおりである。
- 政府が支出を拡大する場合は、閉鎖経済と同様に、IS曲線が右にシフトして産出量が増え実質金利が上がる。実質金利が上がるので固定相場を維持するために中央銀行は外貨準備を買い増す。固定相場制は政府支出拡大を妨げない[16]。
- 中央銀行が金融政策ルールを緩和する場合は、外貨準備が足りていると、金融緩和は実質金利を引き下げ産出量を増やす効果がある。しかし実質金利が下がると、中央銀行は固定相場を維持するため外貨準備を取り崩す必要がある。したがって、中央銀行の金融緩和には限界があり、外貨準備が足りなくなるとそれ以上緩和できなくなる[17]。
- 政府が特定の財の輸入を制限する保護貿易を行う場合を考える。変動相場制における保護貿易は、前述のとおり為替が増価するだけで産出量に影響がない。これに対し、固定相場制における保護貿易は、為替が固定されているため産出量を増やす効果がある。その裏では中央銀行が固定相場を維持するため外貨準備を積み増している[18]。
- 固定相場制ではもう1つのタイプの政策が可能である。それは固定為替相場の変更である。その例として固定為替相場を切り下げる場合を考えよう。この場合、IS曲線が右にシフトし、純輸出が増え産出量が増える。政府が産出量を増やしたい場合、固定為替相場の引き下げは合理的な政策である[19]。

## IS-MP-IAモデル
ここまでIS-MPモデルによって、ある時点における産出量、金利、為替レート、純輸出に関する短期変動を分析した。このIS-MPモデルは、産出量が財の総需要によって決定されるという考え方に基づいている。ここで分析を拡張してインフレの動向をモデルに組み込む。インフレの動向は、企業が財やサービスの需要にどのように反応するかによる。したがって、インフレは総供給の問題である。
インフレの動向について次のように仮定する。
- ある時点のインフレ率は所与である。したがって同じ時点の産出量の影響を受けない。
- 産出量が自然産出量を上回るとインフレ率が上昇する。
- 産出量が自然産出量を下回るとインフレ率が低下する。

ここで自然産出量というのは、価格が完全に伸縮的に動く場合の産出量である。しかし、短期的には価格が完全に伸縮的に動かないので、産出量が自然産出量に等しいとは限らない。
中央銀行の金融政策ルールに関する仮定を拡張して次のように仮定する。
- 中央銀行が選択する実質金利は、産出量だけでなくインフレ率にも依存する。
- インフレ率が上昇すると中央銀行は実質金利を引き上げる。
- インフレ率が低下すると中央銀行は実質金利を引き下げる。

以上の仮定にもとづきAD-IA図をつかってインフレの動向を説明する。AD-IA図は縦軸にインフレ率をとり横軸に産出量をとる。
まずは総供給を考える。ある時点におけるインフレ率が与えられている。これは横線で示される。この横線は、ある時点のインフレ率がその時の産出量に依存しないことを示している。むしろ産出量は時間の経過とともにインフレに影響を与える。つまり、産出量が自然産出量より多いか少ないかに応じて、横線が上下にシフトする。この横線はインフレ率が時間の経過でどよのうに変化するかを決定するため、これをIA線（インフレ調整線）と呼ぶ。
つぎに総需要を考える。インフレ率が高いほど中央銀行は実質金利を引き上げる。つまりインフレ率の上昇はMP曲線を上にシフトさせる。経済はIS曲線に沿って左上に移動し、産出量は減る。したがって、総需要の面からいうとインフレと産出量の間には負の関係がある。これをAD曲線（総需要曲線）と呼ぶ。

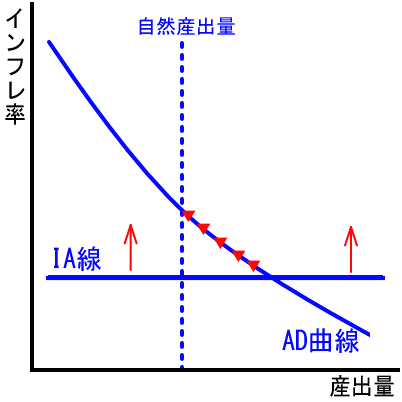
AD-IA図。この図の例ではAD曲線とIA線の交点が縦線より右にあり、産出量が自然産出量を上回っている。するとIA線が上にシフトしていき、交点は左上に移動する。インフレ率が上がり産出量が減る。

総供給と総需要を組み合わせて、インフレ率と産出量の変化の仕方を記述しよう。まずAD-IA図に自然産出量を示す縦線を追加する。産出量はAD曲線とIA曲線の交点によって決定される。したがって、この交点が自然産出量の縦線より右か左かを調べれば産出量が自然産出量よりも多いか少ないか分かる。たとえば、交点が縦線より右にある場合は、産出量が自然産出量を上回っている。このことはIA線が上にシフトすることを意味する。IA線が上にシフトするにつれて、交点はAD曲線に沿って左上に移動する。したがってインフレ率が上がり産出量が減る。その背後では、中央銀行がインフレ率の上昇に反応して実質金利を引き上げている。

## 長所
IS-MPモデルの提唱者であるデビッド・ローマーによると、IS-MPモデルはIS-LMモデルに比べて次のような長所をもつ。
1. 現実的である。IS-LMモデルは中央銀行がマネーサプライをターゲットにすると仮定する。これに対して、IS-MPモデルは中央銀行が金利ルールに従うと仮定する。IS-MPモデルのほうが現実的である。
2. 一貫性がある。IS-LMモデルは実質金利と名目金利が混在しており一貫性がない。これに対してIS-MPモデルは金利概念が実質金利に統一されており一貫性がある。
3. 簡単である。LM曲線を導くにはマネー市場を分析しなくてはならないので難しい。これに対してMP曲線はマネー市場の分析を省略できるので簡単である。

## 批判
グレゴリー・マンキューはIS-MPモデルを批判して次のように述べている。IS-MPモデルには「奇妙な特徴」がある。IS-LMモデルが「マネーサプライ、金利、経済活動の重要な関係」に焦点を当てているのに対し、IS-MPモデルはその一部を背後に追いやっている。また、例えば、IS-MPモデルで政府が支出を増やすと、インフレ率が恒常的に上昇するが、実際はそうなるとは思えない。なぜなら、自然利子率（すなわち完全雇用に見合った実質金利）が変わった場合、金融政策反応関数が変わるからである。